# 齿果酸模
齿果酸模（学名：Rumex dentatus）为蓼科酸模属下的一个种。